# Васил Добрев
Васил Добрев е френски египтолог от български произход, работещ от 1995 г. във Френския археологически институт (IFAO) в Кайро.

## Биография
Роден е на 30 юли 1961 г. в Пловдив. През 1992 г. защитава докторска дисертация по египтология в Сорбоната под ръководството на акад. Жан Льоклен. През 2004 г. предлага нова революционна теория за произхода на Големия Сфинкс в Гиза, съгласно която той е построен не от фараона Хефрен (както се смята от класическата египтология), а от фараона Джедефре в чест на баща му Хеопс.
Тази теория бързо предизвиква най-широк международен отзвук и е отразена в някои от най-големите всекидневници по света. Английският телевизионен канал „Дискавъри“ дори посвещава на нея 50-минутен филм под надслов „Тайните на Сфинкса“ (Riddle of the Sphinx) – постижение, недостигнато от никой друг български учен.
Успоредно с това от 2000 г. екипът на Васил Добрев провежда разкопки в платото Сакара на 30 км от Кайро в търсене на гробницата на фараона Усеркаре от 6-а династия, известен още под прозвището „Изчезналият фараон“. На разкопките в Сакара е посветен друг филм на „Дискавъри“ за Васил Добрев – „On the lost Pharaoh's trail“.